# Hetmanka, Kotelva
Hetmanka (în ucraineană Гетьманка) este un sat în comuna Mîkilka din raionul Kotelva, regiunea Poltava, Ucraina.

## Demografie
Componența lingvistică a localității Hetmanka
     Ucraineană (96,15%)
     Rusă (3,85%)
Conform recensământului din 2001, majoritatea populației localității Hetmanka era vorbitoare de ucraineană (96,15%), existând în minoritate și vorbitori de rusă (3,85%).